# Tipula margarita
Tipula margarita är en tvåvingeart som beskrevs av Alexander 1918. Tipula margarita ingår i släktet Tipula och familjen storharkrankar. Inga underarter finns listade i Catalogue of Life.